# Attaques en Russie occidentale lors de l'invasion russe de l'Ukraine
Invasion de l'Ukraine par la Russie de 2022
Batailles
Offensive de Kiev (Jytomyr, Kiev) : 
- 1re Hostomel
- Tchernobyl
- Ivankiv
- Kiev
- 2e Hostomel
- Vassylkiv
- Boutcha
- Irpin
  - Bombardement de réfugiés
- Jytomyr
- Mochtchoun
- Makariv
- Brovary

Offensive du Nord (Tchernihiv, Soumy) :
- Hloukhiv
- Slavoutytch
- Bombardements
- Soumy
- Trostianets
- Tchernihiv
- Okhtyrka
- Lebedyn
- Konotop
- Romny
- Desna
- Escarmouches frontalières

Russie  (Briansk, Belgorod) :
- Incursions en Russie occidentale
  - Oblast de Briansk
  - Oblasts de Belgorod et de Koursk
    - Incursions de 2024

  - Bombardement de Belgorod
- Oblast de Koursk (août 2024)

Campagne de l'Est (Donetsk, Louhansk, Kharkiv)
Kharkiv :
- 1re Kharkiv
  - Tchouhouïv
  - Bombardements : en février
  - en mars
  - en avril
  - du bâtiment administratif
- Izioum
- 2e Kharkiv
  - Balaklia
  - 1re Koupiansk
  - Chevtchenkove
- 3e Kharkiv

Nord du Donbass:
- Starobilsk
- Sloviansk
  - Dovhenke
  - 1re Lyman
  - Sviatohirsk
  - Bohorodychne et Krasnopillia
  - Bombardements : Bilohorivka
  - Kramatorsk
- Sievierodonetsk
  - Kreminna
  - Donets
  - Roubijné
  - Popasna
  - Tochkivka
  - Massacre
- Lyssytchansk
- 2e Kharkiv
  - Balaklia
  - 1re Koupiansk
  - Chevtchenkove
  - 2e Lyman
- Oblast de Louhansk
  - Ligne Svatove-Kreminna
  - Serebryansky
  - 2e Koupiansk

 Centre du Donbass:
- Horlivka
- Popasna
- Svitlodarsk
- Bakhmout
  - Soledar
- Siversk
- Tchassiv Iar
- Toretsk
- Kourakhove
- Velyka Novossilka
- Novopavlivka

Sud du Donbass :
- Volnovakha
- Marioupol
  - Bombardements : de l'hôpital
  - du théâtre
  - de l'école d'art
- Pisky
- Vouhledar
  - Pavlivka
- Marïnka
- Contre-offensive de 2023
- Avdiïvka
- Novomykhaïlivka
- Pokrovsk
  - Krasnohorivka
  - Toretsk
- Bombardements :
- Makiïvka
- Donetsk

Campagne du Sud (Mykolaïv, Kherson, Zaporijjia)
- 1re Kherson
- Odessa
- Melitopol
- Mykolaïv
  - Bombardements : à fragmentation
  - du bâtiment administratif
- 1re Berdiansk
- Zaporijjia
- Tchornobaïvka
- Enerhodar
- Voznessensk
- Houliaïpole
- Davydiv Brid
- 2e Berdiansk
- Nova Kakhovka
- 2e Kherson
  - Doudtchany
- Dniepr
- Tchoulakivka
- Contre-offensive de 2023
  - Robotyne

Frappes aériennes dans l'Ouest et le Centre de l'Ukraine
- Lviv (02/2022)
- Vinnytsia (03/2022)
- Yavoriv (03/2022)
- Deliatyne (03/2022)
- Dnipro
- Rivne

Guerre navale
- Île des Serpents (02/2022)
- Moskva (04/2022)

Attaques en Crimée
- Novofedorivka (08/2022)
- Djankoï (08/2022)
- Pont de Crimée (10/2022)
- Base navale de Sébastopol (10/2022)
- Pont de Crimée (07/2023)
- Base navale de Sébastopol (09/2023)

Débordement
- Aéroport de Millerovo
- Sabotages en Russie
- Attaques en Transnistrie
- Sabotage des gazoducs Nord Stream
- Terrain d'entraînement militaire de Soloti
- Explosions en Pologne
- Bases aériennes de Dyagilevo et Engels-2
- Base aérienne de Minsk-Matchoulichtchi
- Crise russo-moldave de 2023
  - Accusations de tentative de coup d'État en Moldavie
- Incident de drone de 2023 en mer Noire
- Rébellion du groupe Wagner

Massacres
- Tchernihiv
- Boutcha
- Borodianka
- Olenivka
- Izioum

Les attaques dans l'ouest de la Russie lors de l'invasion russe de l'Ukraine sont une série d'explosions signalées depuis le mois de février 2022 en Russie occidentale, principalement, mais pas uniquement, dans les oblasts de Briansk et de Belgorod, à proximité de la frontière avec l'Ukraine. Pendant son offensive en Ukraine, la Russie affirme à de multiples reprises que des tirs d'artillerie et des missiles ont atteint son sol. Elle affirme aussi que les destructions ont été causées par des frappes aériennes ukrainiennes. Ces derniers nient cependant, dans la plupart des cas, toute responsabilité, décrivant ces incidents comme de la propagande russe.

## Déroulé

### Février-mars 2022
Le 25 février 2022 des missiles apparemment ukrainiens atteignent la base aérienne de Millerovo, oblast de Rostov, en Russie,. Le 29 mars 2022, plusieurs réservoirs de carburant de Belgorod sont détruits par deux hélicoptères Mi-24, action de nouveau imputée à une attaque ukrainienne par la Russie. L'Ukraine nie et rejette la responsabilité de cet événement sur son envahisseur,. Avant les explosions de Belgorod et Briansk, plusieurs régions russes avaient été placées au deuxième niveau, sur trois , de menace d’agression armée.
Selon les autorités russes, les 24 février et 29 mars 2022, un point de contrôle frontalier près de Tiotkino (Raïon de Glouchkovo, oblast de Koursk) aurait été bombardé depuis le territoire ukrainien ; aucune victime ou destruction n'a cependant été signalée.

### Avril 2022
Le 1er avril, un dépôt de carburant dans l'Oblast de Belgorod aurait été attaqué par l'Ukraine.
Le 9 avril 2022, le gouverneur russe de la région de Koursk accuse les Ukrainiens d'avoir bombardé au mortier un poste-frontalier ; aucune victime, aucun dégât n'ont été signalés. Le 13 avril, les autorités russes affirment qu'un point de contrôle frontalier dans l'oblast de Koursk a été attaqué avec armes à feu, sans faire de victimes ni de destructions.
Le 14 avril, le Service des frontières russe signale que la veille, un poste de contrôle frontalier près de Novye Yurkovichi (en), dans l'Oblast de Briansk, a essuyé des tirs de mortier ukrainiens. Un groupe d'environ trente réfugiés ukrainiens aurait été présent au moment de l'attaque. Deux voitures sont endommagées, selon les déclarations officielles, mais aucun blessé n'est déclaré ,,,,.
Le même jour, les autorités régionales et municipales russes déclarent que l'Ukraine a bombardé le village de Spodaryushino (en), dans l'Oblast de Belgorod, provoquant plusieurs explosions. Bien qu'il n'y ait aucun blessé, la population du village est temporairement évacuée de crainte d'une éventuelle escalade. Une localité voisine est également évacuée. Le gouverneur de l'oblast de Belgorod (en) Vyacheslav Gladkov déclare que l'attaque est « venue du côté ukrainien ».
Le même jour, le Comité d'enquête de la fédération de Russie déclare que des hélicoptères d'attaque ukrainiens ont lancé six frappes de missiles sur des zones résidentielles de la ville de Klimovo (Oblast de Briansk) (en) dans l'oblast de Briansk, endommageant six bâtiments,. Des responsables du Ministère russe de la Santé déclarent que sept personnes ont été blessées, dont deux grièvement. Selon le personnel de l'hôpital de la ville, parmi les blessés figurent une femme enceinte et un enfant de deux ans,. Alexander Bogomaz, le gouverneur de l'oblast de Briansk, déclare qu'environ cent résidences ont été endommagées par les « Ukrainiens » ayant bombardé Klimovo. Ces faits n'ont pas été confirmés de manière indépendante. Selon Radio Free Europe/Radio Liberty, une vidéo non vérifiée d'une maison à Briansk en train de brûler est devenue virale sur Internet. Le lendemain, les services de sécurité russes ont affirmé avoir abattu, lors de l'incident, un hélicoptère Mi-8 piloté par des militaires ukrainiens.
Le 19 avril 2022, le gouverneur de Belgorod accuse les forces ukrainiennes d'avoir frappé le village de Golovchino (en), endommageant plus de trente maisons et blessant légèrement trois habitants,. Une vidéo d'un habitant enregistrant les conséquences de l'événement a été publiée sur le site d'Izvestia. L'un des habitants interrogés y affirme qu'un lance-roquettes BM-27 Uragan a été utilisé pour l'attaque.
Le 23 avril, le gouverneur de Koursk Roman Starovoït a déclaré que le poste-frontière du raïon de Glouchkovo a subi une attaque au mortier d'envahisseurs ukrainiens ; un bâtiment du Rosselkhoznadzor a pris feu. Le lendemain, l'agence de presse d'État russe TASS rapporte qu'un village de l'oblast de Belgorod a été bombardé avec un projectile tiré depuis le territoire de l'Ukraine.
Les 24 et 25 avril, trois autres cas de bombardements sont signalés par le gouverneur de Belgorod, notamment à Nekhoteyevka (en). Les deux premiers incidents ont endommagé plus de quarante bâtiments résidentiels et un certain nombre de voitures. La troisième attaque a lieu le 25 avril dans la soirée, à Jouravliovka (oblast de Belgorod). Selon un communiqué préliminaire émanant de l'administration locale, au moins deux habitants, un homme et une femme, ont été blessés.
Une autre attaque a lieu à Briansk : le 25 avril, dans la matinée, deux explosions et incendies importants se produisent dans deux installations pétrolières, une civile et une militaire. Des vidéos et images postées sur les réseaux sociaux montrent de larges colonnes de fumée noire plusieurs heures après les premières explosions. Un analyste a déclaré à The Guardian que les incendies étaient probablement un acte de sabotage par l'Ukraine, bien que la responsabilité en reste incertaine,. Des informations non confirmées dans les médias russes suggèrent que les incendies pourraient avoir été causés par une attaque de drone.

### Juillet 2022
Le 3 juillet, de « fortes explosions » à Belgorod font trois morts et endommagent 39 maisons et 11 immeubles. Selon le porte-parole du ministère russe de la Défense, trois missiles Totchka-U à sous-munitions lancés par des « nationalistes ukrainiens » contre Belgorod ainsi que deux drones ukrainiens Tupolev Tu-143 « chargés d'explosifs » se dirigeant vraisemblablement vers la ville de Koursk.

### Décembre 2022
Le 5 décembre, deux bases aériennes sont frappées par des drones : la base Engels-2 de l'oblast de Saratov, où sont endommagés deux bombardiers Tu-95 et des camions-citernes de ravitaillement, ainsi que la base aérienne de Diaguilevo de l'oblast de Riazan,,.
Le 26 décembre, la base Engels-2 est à nouveau frappée par un drone. Abattu sans faire de dégâts matériels d'après les forces russes, l'attaque fait toutefois trois victimes parmi le personnel et certains médias occidentaux rapportent que plusieurs bombardiers auraient été endommagés.

### Mai-juin 2023
Une attaque de drones contre le Kremlin de Moscou a lieu le 3 mai 2023. Des images de deux drones, qui auraient visé le Kremlin de Moscou et auraient été abattus par la Russie, sont diffusées. Le président russe Vladimir Poutine n'est pas présent dans le bâtiment au moment de l'attaque présumée. L'attaque présumée ne fait ni morts ni blessés,,.

### Décembre 2023
Selon le média ukrainien RBC Ukraine et la BBC, l'Ukraine a frappé des cibles militaires à Belgorod le 30 décembre 2023 en réponse au bombardement russe de villes ukrainiennes la veille. Le ministère des Situations d'urgence russe rapporte la mort de 14 personnes, dont deux enfants, et plus de 100 blessées à Belgorod. Tôt dans la journée, le ministère russe de la Défense déclare avoir détruit des dizaines de missiles et de drones tirés depuis l'Ukraine. Le ministère indique avoir abattu 32 drones dans les régions de Briansk, Orel, Koursk et Moscou. Dans la nuit, 13 missiles ont été détruits au-dessus de l'oblast de Belgorod. Selon le gouverneur de l'oblast de Briansk, Alexandre Bogomaz, un enfant a été tué lors d'une attaque à Briansk.
Des sources du service de sécurité ukrainien via la BBC et le journal en ligne ukrainien Ukrayinska Pravda attribuent les frappes en Russie aux « actions non professionnelles de la défense aérienne russe, ainsi qu'à des provocations délibérées et planifiées »,. Le ministère russe de la Défense s'est engagé à venger les attaques de Belgorod tout en continuant à attaquer uniquement « les installations militaires et les infrastructures qui leur sont directement liées ». La porte-parole du Kremlin, Maria Zakharova, déclare à l'agence de presse russe TASS que le Royaume-Uni et les États-Unis sont coupables de « l'attaque terroriste » contre Belgorod car ils « incitent le régime de Kiev à mener des actions terroristes ». Elle accuse également de responsabilité les pays de l’Union européenne qui fournissent des armes à l’Ukraine.

### Début de l'année 2024
À partir de janvier 2024, l'Ukraine cible les raffineries de pétrole russes, les frappant à l'aide de drones jusqu'à plusieurs centaines de kilomètres de la frontière. Le 21 janvier 2024, une plateforme d'exportation d'hydrocarbures appartenant à la société Novatek est frappée à Oust-Louga, raïon de Kingissepp de l'oblast de Léningrad. Dans les semaines qui suivent, de nombreuses raffineries sont ciblées sur tout le territoire de la Russie européenne, comme à Syzran, Riazan ou Slaviansk-na-Koubani. Une installation pétrolière à Nijni Novgorod, à plus de 1 000 km de la frontière, est même attestée.
Le 19 février, six raffineries et 18 % de la capacité russe de raffinage auraient été touchés, avec une diminution observée de 7 % du volume d'hydrocarbures raffiné. Les attaques poussent Vladimir Poutine à décréter un arrêt temporaire des exportations de pétrole vers l'étranger, face à un risque de pénurie.

### Début de l'année 2025
Le 3 février 2025, Une bombe explose dans un immeuble de Moscou, tuant deux personnes et en blessant trois autres. La cible principale présumée, Armen Sarkissian, un dirigeant pro-russe du Donbass, figure parmi les victimes.

## Conséquences

### Réponses des Russes
Les écoles de l'oblast de Briansk sont fermées à la suite de l'attaque du 14 avril et quatre régions de Russie renforcent leurs mesures de sécurité,. Le 15 avril, la Russie lance d'importantes frappes de missiles sur la capitale ukrainienne Kyïv en représailles aux attaques. Ces attaques russes sont les plus importantes du genre à avoir lieu depuis que la Russie a annulé son offensive dans l'oblast de Kyïv.

### Réponse des Ukrainiens
L'Ukraine conteste sa responsabilité dans les attaques du 14 avril, affirmant que les services de renseignement russes tentent de « commettre des actes terroristes pour attiser l'hystérie anti-ukrainienne » dans le pays,. Selon les agences de presse ukrainiennes Interfax-Ukraine et Euromaidan Press (en), après l'attaque, les services de sécurité ukrainiens ont publié des conversations présumées (non vérifiées) entre des soldats russes dans lesquelles ils déclarent que la Russie aurait délibérément tiré sur les villages afin d'en accuser l'Ukraine. L'un des soldats russes dit à sa femme que l'attaque est « la nôtre » et qu'elle a été commise pour « faire semblant que les Ukrainiens provoquent (la Russie) ». La conversation fait également référence aux attentats à la bombe contre des appartements russes en 1999 qui ont servi de prétexte au lancement de la seconde guerre de Tchétchénie et que certains historiens et journalistes considèrent comme une opération sous fausse bannière des services de sécurité russes pour aider Poutine à conquérir le pouvoir,. En réponse à l'attaque du point de contrôle frontalier, Anton Gerachtchenko déclare qu'un objet dans une installation militaire « est tombé et a pris feu » près de la frontière avec Briansk. Sans « nier explicitement que l'Ukraine est responsable », Gerachtchenko accuse la Russie d'avoir « immédiatement utilisé » cette occasion pour blâmer l'Ukraine.
Cependant, certains responsables ukrainiens, comme Youri Ignat, sans affirmer directement l'implication de leurs forces dans les attaques qui ont eu lieu depuis février, laissent entendre que des frappes similaires à celles de décembre surviendraient à nouveau, « encore plus loin en territoire russe » tant que l'offensive russe se poursuivrait.